# Nikola Badovinac
Nikola Badovinac (Badovinci, 24. travnja 1828. – Kandija kraj Novog Mesta, 20. studenog 1902.), hrvatski financijski stručnjak i političar.

## Životopis
Rođen u selu Badovincima u plemićkoj i časničkoj uskočkoj obitelji Badovinac podrijetlom iz Senja. Pohađao je Klasičnu gimnaziju u Zagrebu koju je završio 1846. godine. Završio je pravo u Zagrebu. Nakon austro-ugarskog zaposjedanja BiH 1878. organizirao je upravu u Bosni i Hercegovini te kandidirao se za zastupnika. Bio pomoćnik namjesnika za Bosnu i Hercegovinu. te radio u Zemaljskoj upravi za BiH. Utemeljitelj je financijske službe u toj upravi. Osnivač i predsjednik Zemaljskog vijeća za vjerske poslove. Nakon umirovljenja 1881. godine vraća se u Zagreb i postaje saborski zastupnik Nezavisne narodne stranke. Zalagao se za pripojenje Žumberka Kraljevini Hrvatskoj. Od 1885. do 1889. godine, bio je gradonačelnik Zagreba te je proveo više važnih prometnih i komunalnih zahvata u gradu. Nije bio po milosti omraženom banu Héderváryju koji ga je suspendirao s dužnosti gradonačelnika, a potom i uklonio s tog položaja (1889.). godine. Godine 1896. proglašen je Badovinac počasnim građaninom Zagreba i dodijeljeno mu je hrvatsko-ugarsko plemstvo, plemićki naslov Badovinski.
Objavio nekoliko članaka i knjiga. Mnogo je pisao o Žumberku za čije se hrvatstvo zalagao. 1896. u Zagrebu objavio Žumberak i Marindol.
Imao je kći Jelku, poslije suprugu riječkog poduzetnika Đure Ružića. Iz tog braka rodio se kasniji hrvatski ban Viktor Ružić.